# Institut Fraser
L'Institut Fraser, fondé en 1974 par l'économiste Michael Walker, est un think tank canadien décrit comme politiquement conservateur et de droite libertarienne  qui s'est spécialisé dans l'économie, la société et l'éducation. Sa principale mission est de « mesurer, d'étudier et de communiquer l'impact des marchés compétitifs et de l'intervention étatique sur le bien-être des individus ». 

## Auto-description
L'Institut Fraser se décrit comme une « organisation à but pédagogique et de recherche internationale indépendante » qui envisage « un monde prospère et libre où les individus bénéficient d'un plus grand choix, de marchés compétitifs, et de responsabilité personnelle ». Forbes a classé le think tank comme libertarien et le New York Times l'a décrit comme libertarien  et conservateur. 
Selon le site de l'Institut Fraser, son objectif principal est d'attirer l'attention du public sur le rôle de la compétition dans le bien-être des Canadiens. Là où les marchés capitalistes fonctionnent, il s'y intéresse pour les améliorer. Là où ils ne fonctionnent pas, il tente d'en déterminer les raisons. Finalement, quand le gouvernement se substitue aux forces capitalistes, il affirme documenter objectivement les améliorations et les dégradations causées par cette présence.
Toujours selon l'Institut, son travail est appuyé et corroboré par un comité de révision formé d'économistes internationalement reconnus. Ces économistes publient dans différentes revues prestigieuses nord-américaines. Ses études se rapportent aux activités du Canada dans son ensemble ou à une province. Certaines conclusions vont à l'encontre des idées ou des positions prises par les différents gouvernements. Pour ces raisons, elles sont régulièrement décriées et l'institut est taxé d'opportunisme (voir les critiques plus bas).
L'institut Fraser a également lancé le Tax Freedom Day ou Jour de libération fiscale correspondant à la date à partir de laquelle les contribuables travaillent pour eux et non plus pour l'état.

## Historique
Il a été fondé en 1974 par l'économiste canadien Michael Walker et un homme d'affaires T.Patrick Boyle.
Ce groupe de recherche est réputé pour obtenir la participation de personnalités nord-américaines du monde politique, financier et économique. Par exemple, Mike Harris, un ex-premier ministre de l'Ontario, en est membre honoraire. Le comité de révision a déjà inclus des lauréats du Prix de la Banque de Suède en sciences économiques en mémoire d'Alfred Nobel, tels Milton Friedman et James M. Buchanan.
À partir de l'année 2000, en association avec le magazine L'actualité, il publie un palmarès des écoles secondaires du Québec. Ce palmarès est source de controverses depuis sa première publication.

## Critiques
Sous son apparence libertarienne, l'Institut Fraser est toutefois reconnu pour être un think tank conservateur. Il vise notamment à l'abolition du salaire minimum (qui a conduit plusieurs syndicats à le critiquer pour cette position), à privatiser l'enseignement public et à réviser le fonctionnement des mécanismes de protection sociale sans but lucratif  tels que les soins de santé, ainsi qu'à affaiblir le rôle politique des associations de protection des droits des travailleurs comme les syndicats, etc. 
Par ailleurs, et en droite ligne avec son opposition capitaliste à toute régulation des marchés par l'État, en finançant deux conférences en faveur de l'industrie du tabac, l'Institut a soulevé l'ire des scientifiques et des professionnels de la santé. Ces deux conférences avaient pour nom : « Junk Science, Junk Policy? Managing Risk and Regulation » et « Should government butt out? The pros and cons of tobacco regulation ». À la suite de celles-ci l'Institut Fraser a été accusé d'user de son capital politique pour défendre l'industrie du tabac, industrie qui tentait de miner la validité des recherches scientifiques indépendantes établissant objectivement la corrélation entre la fréquence d'utilisation du tabac et les risques de cancer. L'Institut Fraser s'est par ailleurs fait connaître par rapport à son positionnement sur la légalisation du cannabis et sa volonté de voir cette marchandise vendue sur le marché.
L'Institut Fraser s'inscrit clairement dans la filiation intellectuelle du conservatisme et du libéralisme économique de Margaret Thatcher au Royaume-Uni, de Ronald Reagan aux États-Unis et du monétarisme de Milton Friedman, une école de pensée économique qui laisse à l'État un rôle très limité : celui d'assurer un cadre juridique et institutionnel favorable au bon fonctionnement du marché. 

## Quelques publications
- Can the Market Save Our Schools? (2001) : Étude économique sur la privatisation des écoles
- The Politics, Science, and Economics of Kyoto (2003) : Étude économique des impacts de l'accord de Kyoto
- Tax Freedom Day (annuel) : Étude sur l'incidence de la fiscalité canadienne
- How Good is Canadian Health Care, 2004 Edition : Étude sur le système de santé canadien